# Recos
|  | No s'ha de confondre amb la pel·lícula catalana REC. |

Rec o Recos (en llatí Rhoecus, en grec antic Ῥοῖκος) fill de Filees o Fileu de Samos, va ser un arquitecte i escultor del període més primerenc de la història de l'art grega.
Se'l considera el cap d'una família d'artistes de Samos. Rec hauria estat l'arquitecte del gran temple d'Hera a Samos que va acabar Teodor, i també l'autor del laberint de Lemnos, junt amb Teodor i Esmilis, segons diu Plini el Vell. Els seus successors familiars haurien descobert l'art de fer estàtues en bronze i ferro. Pausànias diu que va veure al temple d'Àrtemis a Efes una estàtua de bronze arcaica que es deia que representava a Nix, la nit, que se suposava que era obra de Rec.